# Кузьмичёв, Николай Семёнович
Николай Семёнович Кузьмичёв (14 ноября 1928 года — 25 июня 2012 года) — машинист горных выемочных машин шахты «Покровская» производственного объединения «Тулауголь» Министерства угольной промышленности СССР, Тульская область. Герой Социалистического Труда (1977), заслуженный шахтер РСФСР.

## Биография
Родился 14 ноября 1928 года в деревне Новый Путь Богородицкого района Тульской губернии (ныне — Тульской области). Русский.
Получил среднее образование. С 16 лет в Великую Отечественную войну с 1944 года работал трактористом в машинно-тракторной станции. Всю трудовую жизнь посвятил работе на шахтах комбината (с 1974 года — производственного объединения) «Тулауголь». В угольной промышленности начал работать в 1952 году лесогоном, затем освоил горняцкую специальность — проходчик. 18 лет возглавлял проходческую бригаду. Вступил в КПСС. Его бригаде принадлежит рекорд бассейна, ставший Всесоюзным — в 1965 году за месяц комбайном ПКЗМ пройдено 1018 метров горных выработок при норме 200 метров. Мастер скоростной проходки.
В дальнейшем работал машинистом горных выемочных машин шахты «Покровская» За высокие трудовые достижения по итогам восьмой пятилетки (1966—1970) награждён орденом Трудового Красного Знамени, а по итогам 1973 года (третьего, решающего, года девятой пятилетки) — орденом Ленина.
Указом Президиума Верховного Совета СССР от 12 мая 1977 года за выдающиеся успехи в выполнении принятых на 1976 год социалистических обязательств по добыче угля и достижение высоких качественных показателей в работе Кузьмичёву Николаю Семёновичу присвоено звание Героя Социалистического Труда с вручением ордена Ленина и золотой медали «Серп и Молот».
В 1982 году переведён на строящуюся в Алексинском районе Тульской области шахту «Никулинская». Участник ликвидации аварии на Чернобыльской АЭС в 1986 году, за что был награждён орденом «Знак Почёта».
Избирался членом Богородицкого горкома КПСС.
С 1993 года — на пенсии.
Умер 25 июня 2012 года.

## Награды
- Золотая медаль «Серп и Молот» (12.05.1977);
- орден Ленина (19.02.1974)
- орден Ленина (12.05.1977)
- орден Трудового Красного Знамени (30.03.1971)
- орден Знак Почёта (24.12.1986)
- Медаль «В ознаменование 100-летия со дня рождения Владимира Ильича Ленина» (1970)
- Медаль «За трудовую доблесть»
- Медалями ВДНХ СССР
- знаком «Шахтёрская слава» трёх степеней
- и другими
- Отмечен дипломами и почётными грамотами.

## Память
- На могиле установлен надгробный памятник.